# Paulo Futre
Paulo Futre, de son nom complet Paulo Jorge dos Santos Futre est un footballeur portugais né le 28 février 1966 à Montijo (Portugal) évoluant au poste d'ailier gauche.

## Biographie
Formé au Sporting, il rejoint très jeune le FC Porto où il explose. Très fort techniquement, il enflamma par ses courses, ses dribbles et ses centres l'Estadio des Antas pendant trois ans. Étant l'un des principaux artisans des deux championnats gagnés en 1985 et 1986 ainsi que de la victoire en C1 en 1987 affolant avec ses compères Madjer et Juary la défense du Bayern de Munich (ses performances lui permettent de terminer à la deuxième place du Ballon d'or en 1987 derrière Ruud Gullit).
Très sollicité après cette campagne européenne, il signe la même année à l'Atlético de Madrid, où une histoire d'amour va naître entre lui et les colchoneros.
En effet grâce à ses 38 buts en 173 matchs, il devient le joyau de l'équipe de Jésus Gil y Gil.
Ne permettant pas à son équipe de remporter le championnat, l'Atlético de Madrid remportera tout de même deux coupes du Roi, dont l'une face au Real Madrid à Santiago Bernabéu, Futre effectuant l'un de ses meilleurs matchs.
Le souvenir de cette victoire reste très présent auprès des supporters de l'Atlético (plus que celui du doublé de 1996), offrant à Paulo Futre un statut comparable à celui de Diego Maradona à Naples, c’est-à-dire celui d'un très grand joueur.
La suite de sa carrière, jalonnée de blessures récurrentes (notamment au genou), sera malheureusement plus compliquée ; l'Atletico connaissant alors de grandes difficultés financières, le joueur retrouve le championnat portugais en étant prêté à Benfica en janvier 1993, puis découvre la Division 1 française avec l'Olympique de Marseille dès l'été suivant. Transféré pour 30 millions de francs, il débute au Vélodrome le 24 juillet contre Lens, et dispute l'intégralité de la rencontre (victoire 1-0).
Champion de France et d'Europe en titre, mais en pleine tourmente à la suite de l'affaire VA-OM, le club phocéen doit céder sa recrue dès le mois de novembre à Reggiana, alors tout juste promu en Série A. Buteur quelques jours plus tard contre Cremonese pour ses débuts (victoire 2-0), Paulo Futre est néanmoins blessé par un tacle violent de Alessandro Pedroni (expulsé sur l'action) à la 82e minute et voit déjà sa saison s'achever. 14e au terme du championnat, son équipe se maintient dans l'élite italienne pour un point.
La saison suivante sera elle aussi difficile, tant individuellement — seulement 12 matches joués pour 4 buts — que collectivement, l'équipe finissant à l'avant-dernière place avec 4 victoires en 34 journées. Reggiana reléguée, Futre rejoint un Milan AC intéressé de longue date par l'international portugais, mais rebuté jusque là par sa fragilité physique. Il n'y jouera qu'une seule rencontre à l'occasion de la trente-quatrième et ultime journée, lors d'une large victoire contre Cremonese (7-1); cette apparition lui permet d'être sacré champion d'Italie avec le club lombard déjà assuré du titre.
Alors âgé de 30 ans, Paulo Futre connaît une fin de carrière sans relief (passage à West Ham, puis bref retour à l'Atletico), qui se conclut par une pige en J-League avec Yokohama Flügels (16 matches et 3 buts).

## Palmarès

### En club
- Vainqueur de la Coupe d'Europe des Clubs Champions en 1987 avec le FC Porto
- Champion du Portugal en 1985 et 1986 avec le FC Porto
- Champion d'Italie en 1996 avec le Milan AC
- Vainqueur de la Coupe d'Espagne en 1991 et en 1992 avec l'Atlético de Madrid
- Vainqueur de la Coupe du Portugal en 1993 avec le Benfica

### Distinction individuelle
- Élu 2e du Ballon d'Or en 1987